# Блеквілль
Блеквілль (англ. Blackville) — село в Канаді, у провінції Нью-Брансвік, у складі графства Нортамберленд.

## Населення
За даними перепису 2016 року, село нараховувало 958 осіб, показавши скорочення на 3,2%, порівняно з 2011-м роком. Середня густина населення становила 45,3 осіб/км².
З офіційних мов обидвома одночасно володіли 50 жителів, тільки англійською — 895. Усього 5 осіб вважали рідною мовою не одну з офіційних.
Працездатне населення становило 62,5% усього населення, рівень безробіття — 21,9%.
Середній дохід на особу становив $36 745 (медіана $30 816), при цьому для чоловіків — $43 429, а для жінок $29 960 (медіани — $40 832 та $25 792 відповідно).
31,5% мешканців мали закінчену шкільну освіту, не мали закінченої шкільної освіти — 22%, 46,4% мали післяшкільну освіту, з яких 25,6% мали диплом бакалавра, або вищий.
| Статево-вікова структура населення | Статево-вікова структура населення | Статево-вікова структура населення | Статево-вікова структура населення | Статево-вікова структура населення |
| ---------------------------------- | ---------------------------------- | ---------------------------------- | ---------------------------------- | ---------------------------------- |
|                                    |                                    |                                    |                                    |                                    |
| Всього                             | Всього                             | 50,8%49,2%                         |                                    |                                    |
| 0 — 14 років                       | 0 — 14 років                       |                                    | 16,3%                              | 16,3%                              |
| 15 — 64 років                      | 15 — 64 років                      |                                    | 66,8%                              | 66,8%                              |
| 65 і більше                        | 65 і більше                        |                                    | 16,8%                              | 16,8%                              |
| 85 і більше                        | 85 і більше                        |                                    | 2,1%                               | 2,1%                               |
| Середній вік (років)               | Середній вік (років)               | 41,142,8                           | 41,9                               | 41,9                               |
| Медіана (років)                    | Медіана (років)                    | 44,145,6                           | 44,7                               | 44,7                               |
| — чоловіки — жінки                 |                                    |                                    |                                    |                                    |

| Походження мешканців:     | Походження мешканців:     | Походження мешканців: | Походження мешканців: | Походження мешканців: |
| ------------------------- | ------------------------- | --------------------- | --------------------- | --------------------- |
| Походження                |                           |                       | осіб                  | %                     |
| Корінні американці        | Корінні американці        |                       | 125                   | 11.79%                |
| Інше північноамериканське | Інше північноамериканське |                       | 690                   | 65.09%                |
| Європейське               | Європейське               |                       | 570                   | 53.77%                |
| британське                | британське                |                       | 535                   | 50.47%                |
| французьке                | французьке                |                       | 90                    | 8.49%                 |
| Африканське               | Африканське               |                       | 10                    | 0.94%                 |

## Клімат
Середня річна температура становить 4,7°C, середня максимальна – 23,4°C, а середня мінімальна – -17,5°C. Середня річна кількість опадів – 1 125 мм.
| Клімат поселення                              | Клімат поселення | Клімат поселення | Клімат поселення | Клімат поселення | Клімат поселення | Клімат поселення | Клімат поселення | Клімат поселення | Клімат поселення | Клімат поселення | Клімат поселення | Клімат поселення | Клімат поселення |
| Показник                                      | Січ.             | Лют.             | Бер.             | Квіт.            | Трав.            | Черв.            | Лип.             | Серп.            | Вер.             | Жовт.            | Лист.            | Груд.            |                  |
| Середній максимум, °C                         | −4,07            | −2,48            | 3,18             | 9,70             | 16,61            | 22,24            | 23,38            | 22,44            | 17,41            | 11,42            | 5,19             | −2,6             |                  |
| Середня температура, °C                       | −10,79           | −9,2             | −3,54            | 2,96             | 9,89             | 15,50            | 19,04            | 18,08            | 13,06            | 7,06             | 0,85             | −6,95            |                  |
| Середній мінімум, °C                          | −17,51           | −15,94           | −10,25           | −3,76            | 3,16             | 8,78             | 14,70            | 13,74            | 8,74             | 2,74             | −3,48            | −11,29           |                  |
| Норма опадів, мм                              | 96               | 72               | 87               | 81               | 109              | 95               | 102              | 95               | 90               | 99               | 105              | 94               |                  |
| Середньомісячна швидкість вітру, м/с          | 3.50             | 3.50             | 3.68             | 3.60             | 3.30             | 2.85             | 2.60             | 2.50             | 2.70             | 3.03             | 3.24             | 3.40             |                  |
| Середньомісячна сонячна радіація, кДж/м²·день | 5199             | 8626             | 12310            | 15403            | 18227            | 20207            | 19882            | 17417            | 13003            | 8144             | 4821             | 3939             |                  |
| --------------------------------------------- | ---------------- | ---------------- | ---------------- | ---------------- | ---------------- | ---------------- | ---------------- | ---------------- | ---------------- | ---------------- | ---------------- | ---------------- | ---------------- |
| Джерело:                                      |                  |                  |                  |                  |                  |                  |                  |                  |                  |                  |                  |                  |                  |